# Colorados
El cerro Colorados es una montaña de la sierra de Gádor, al sur de la provincia de Almería (España). Tiene su vértice geodésico a 2125 m de altitud, aunque alcanza su máxima cota (2133 m) unos 40 m al sureste del vértice. Constituye la cima oriental del Morrón de la Parra.

## Descripción
Presenta una cima ondulada, sin relieves escarpados. Es una cima secundaria respecto al ya mencionado Morrón de la Parra, cuya cima occidental es la de mayor altura y alcanza 2134 m. Junto con este, integra el "dosmil" más al norte de la sierra de Gádor.
Administrativamente, se encuentra en el término municipal de Fondón.